# شورش ایکیو
شورش ایکیو (به ژاپنی: 永享の乱 えいきょうのらん)، جنگی بود که در منطقه کانتو در سال ۱۴۳۸ در دوره موروماچی رخ داد. این یک حادثه و نبرد است که با درگیری بین آشیکاگا موچیئوجی، چهارمین کانتو کوبو (کاماکورا کوبو)، و اوئه‌سوگی نوریزانه، کانتو کانری آغاز شد و در نتیجه آشیکاگا یوشینوری، ششمین شوگون از شوگون‌سالاری موروماچی، دستور انقیاد آشیکاگا موچیئوجی را صادر کرد.